# Girolamo Verallo
Girolamo Verallo (né à Cori (Italie) dans le Latium en  1497 et  mort à Rome le 10 octobre 1555), est un cardinal italien  du XVIe siècle. 
Il est un neveu du cardinal Domenico Giacobazzi (1517), l'oncle du cardinal Fabrizio Verallo (1608) et un parent des cardinaux Cristoforo Giacobazzi (1536) et Giambattista Castagna (1583), le futur pape Urbain VII.

## Biographie
Girolamo Verallo est référendaire au tribunal suprême de  la Signature apostolique, auditeur à la rote romaine et auditeur du palais apostolique. Il est nonce à Venise et est un protecteur Ignace de Loyola, le fondateur des jésuites. En 1540 il est élu évêque de Bertinoro et est transféré au diocèse de Caserte en 1541 et promu archevêque de Rossano en  1544. Mgr Verallo est nonce apostolique en Autriche (en) entre 1545 et 1547. 
Le pape Paul III le crée cardinal lors du consistoire du 8 avril 1549. Le cardinal Verallo est transféré dans le diocèse de Capaccio en 1549-1553, avec titre personnel d'archevêque. 
Le cardinal Verallo participe au conclave de 1549-1550, lors duquel Jules III est élu et aux deux conclaves de 1555 (élection de Marcel II et de Paul IV). Il reçoit de Jules III le palais de S. Apollinare. En 1552 et 1553, il est préfet du tribunal suprême de la Signature apostolique et membre du tribunal de l'inquisition.

## Succession apostolique
Girolamo Verallo a ordonné les évêques suivants :
- Pape Urbain VII (1553)